# 伝法村
伝法村（でんぼうむら）は静岡県の東部、富士郡に属していた村である。
現在の富士市中部、東名高速道路富士インターチェンジ周辺、潤井川左岸にあたる。

## 地理
- 河川：潤井川

## 歴史
- 1889年（明治22年）4月1日 - 町村制の施行により、伝法村［大部分］、瓜島村［大部分］、永田村［大部分］、弥生村、弥生新田、香西村、香西新田、依田原新田［大部分］、蓼原村［一部］、荒田島村［一部］、依田原村［一部］、五味島村［一部］が合併して発足。
- 1941年（昭和16年）4月3日 - 吉原町に編入。同日伝法村廃止。

## 交通

### 鉄道路線
村域の西の外れを富士身延鉄道（現身延線。当時は鉄道省が借り上げ）がわずかな区間だけかすめている。

### 道路
現在は東名高速道路が旧村域を通過し、富士インターチェンジが所在するが、当時は未開通。